# 알리투스구

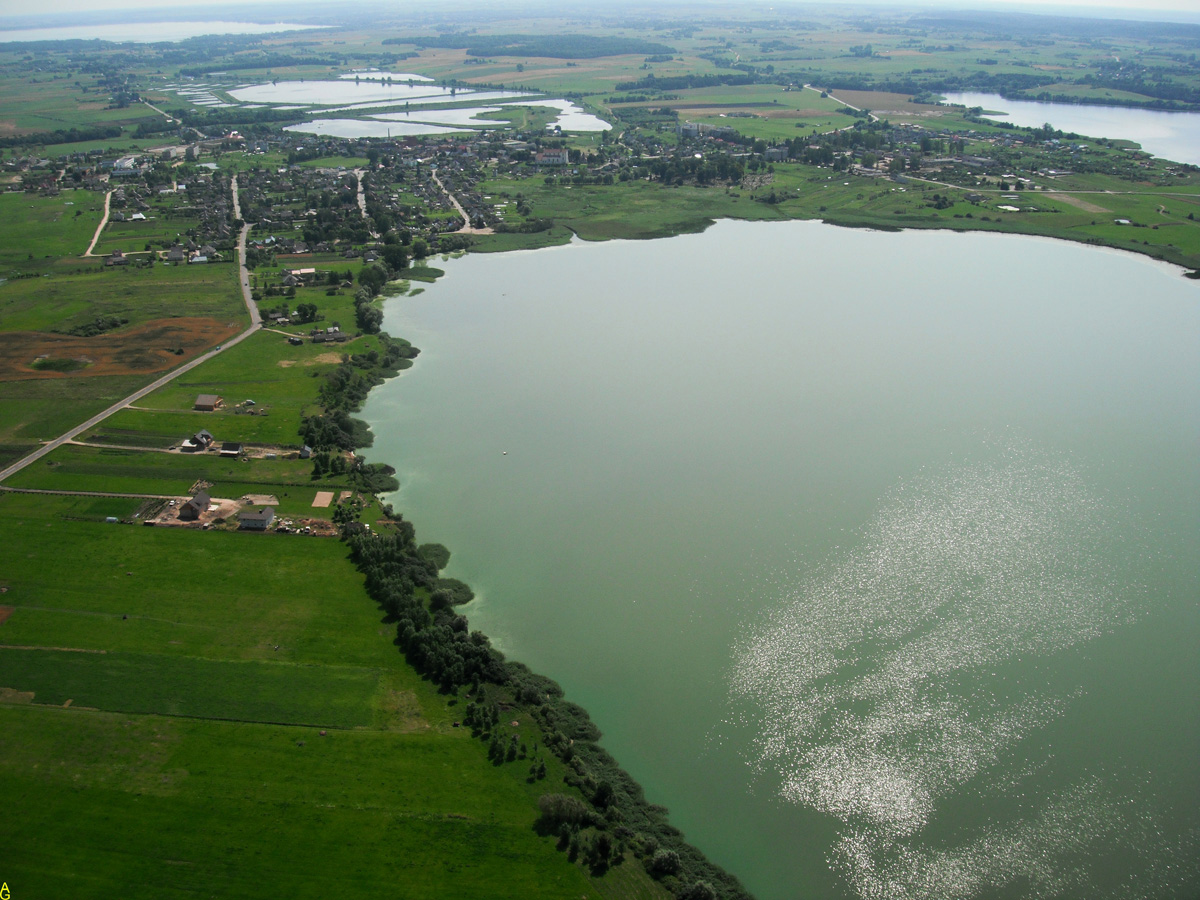
일리투스구 심나스 시가지의 모습

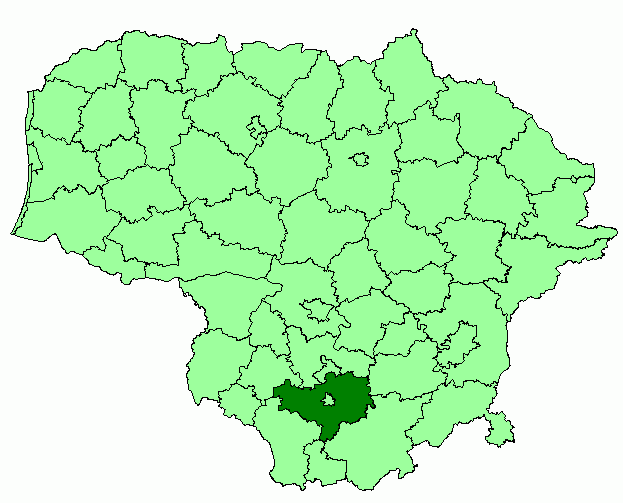
알리투스구의 위치

알리투스구(리투아니아어: Alytaus rajono savivaldybė)는 리투아니아 알리투스주를 구성하는 5개 지방 자치체 가운데 하나로 행정 중심지는 알리투스이며 면적은 1,403km2, 인구는 27,126명(2015년 기준), 인구 밀도는 19.3명/km2이다. 이름과는 달리 알리투스는 별도의 지방 자치체로 존재하며 11개 장로구를 관할한다. 알리투스시를 완전히 둘러싸고 있으며 알리투스주 바레나구, 드루스키닝카이시, 라즈디야이구, 마리얌폴레주 마리얌폴레시, 카우나스주 프리에나이구, 비르슈토나스시, 빌뉴스주 트라카이구와 접한다.

지방 자치체 문장